# Susie Arioli
Susie Arioli (Montréal, 1963. december 19. –) kanadai dzsesszénekesnő.

## Pályafutása
Szülei énekesek voltak.
Susie Arioli Antônio Carlos Jobim, Stan Getz, The Beatles, Frank Sinatra és Billie Holiday felvételeit hallgatva nőtt fel. Pályája elején közösségi helyeken fellépve a Susie Vacation nevet viselte utalásként Billie Holidayre, akinek énekstílusát kezdetben követte, mígnem végül megtalálta saját hangját.
Montréali dzsesszklubokban énekelt. A Stephen Barry által vezetett jam alkalmával találkozott Jordan Officer gitárossal. Vele hozta létre a Susie Arioli Bandet. 1988-ban egy sikeres szabadtéri show után a Montreali Nemzetközi Jazzfesztivál felkérte őket fellépni Ray Charles előtt. Az együttes felkeltette a montreali kritikusok figyelmét. Ezután rövidesen megjelenhetett első albumuk, az „It's Wonderful”.
Második albuma, a Pennies from Heaven Ralph Sutton a zongorista utolsó felvétele volt.
Minden albumán Jordan Officer gitárossal játszik. Susie Ariolit többször is jelölték Juno-díjra.

## Albumok
- 2000: It's Wonderful (Jordan Officerrel)
- 2002: Pennies from Heaven (Jordan Officerrel)
- 2003: Susie Arioli Band (Jordan Officerrel)
- 2004: That's for Me
- 2005: Learn to Smile Again (Jordan Officerrel)
- 2007: Live at Montreal International Jazz Festival (Jordan Officerrel)
- 2008: Night Lights  (Jordan Officerrel)
- 2010: Christmas Dreaming  (Jordan Officerrel)
- 2012: All the Way
- 2015: Spring
- 2023: It's All Right With Me

## Díjak
- Juno-díj – többszöri jelölések

## Filmek
- A Room Full of Energy (animációs rövidfilm, 1982)